# لا بريري (كيبك)
لا بريري، كيبك (بالإنجليزية: La Prairie) هي مدينة كندية تقع في مقاطعة كيبك. تبلغ مساحة هذه المدينة 43.2791 (كم²)، ويبلغ عدد سكانها 21763 نسمة حسب إحصاء سنة 2006 م، بينما كان يسكنها 18896 نسمة في سنة 2001 م. تحتل هذه المدينة المرتبة رقم 173 بين مدن كندا حسب عدد السكان والمرتبة رقم 47 في المقاطعة. النمو سكاني في هذه المدينة يقدر بـ(15.2).

## معرض صور

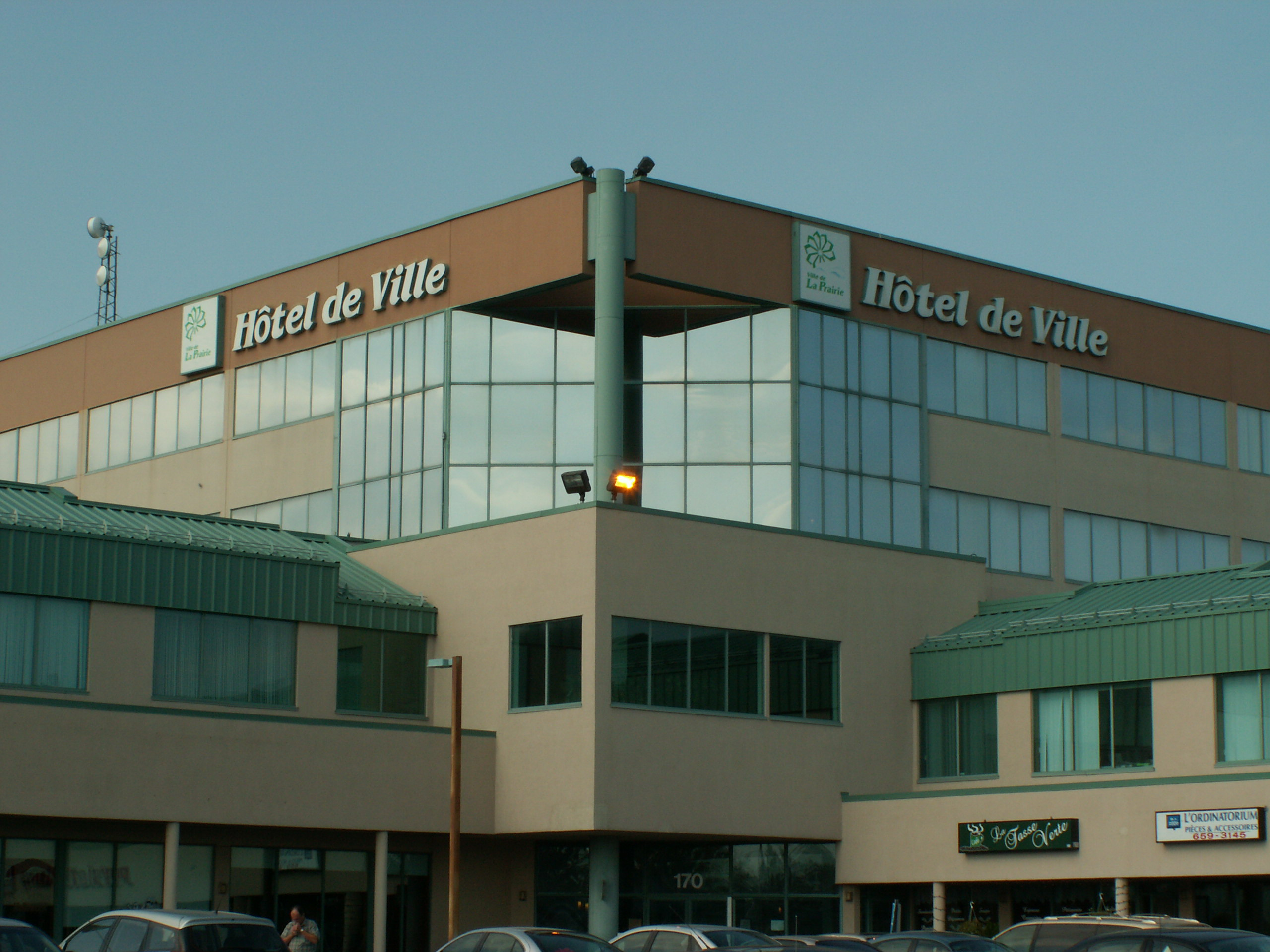
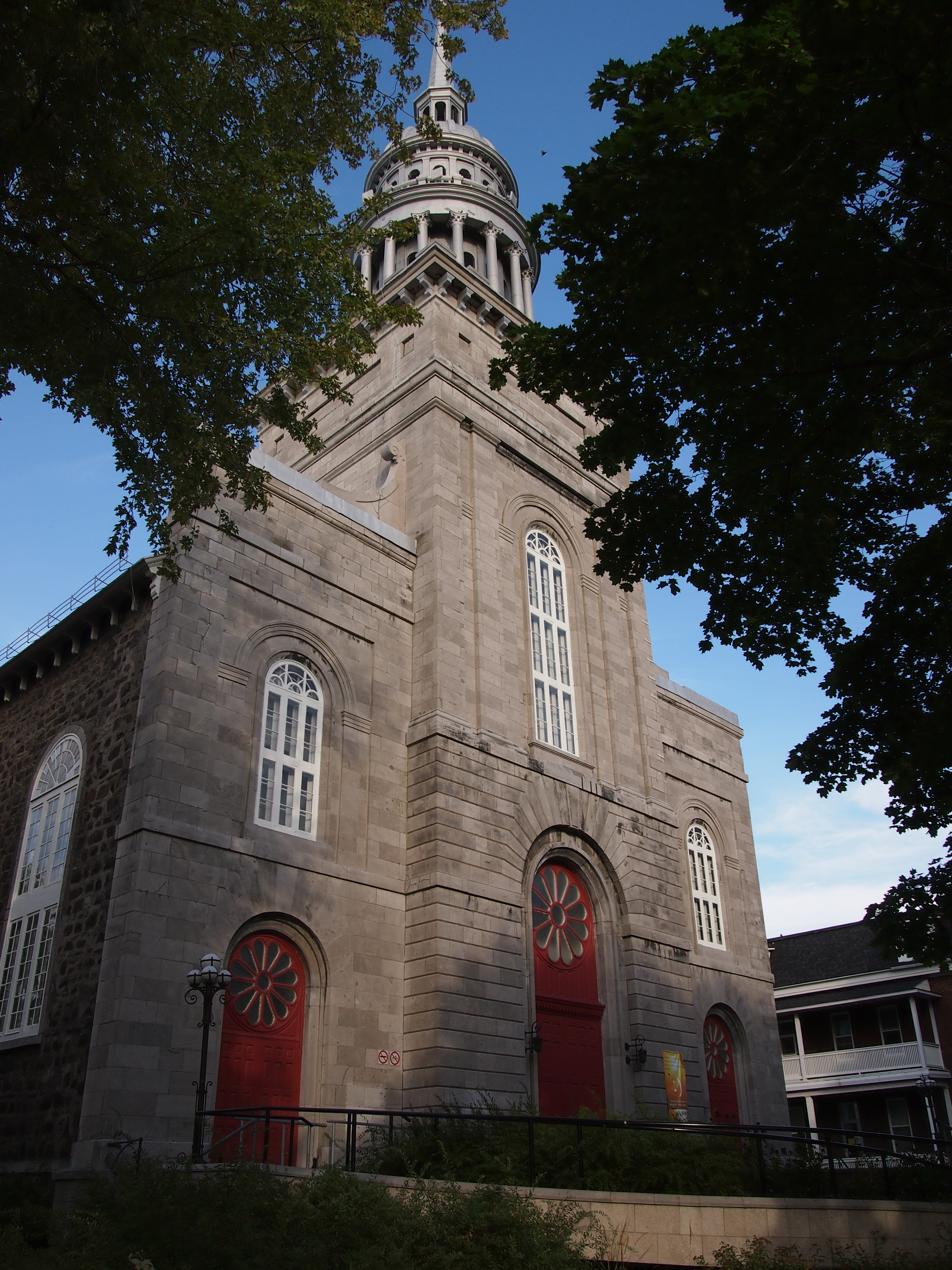
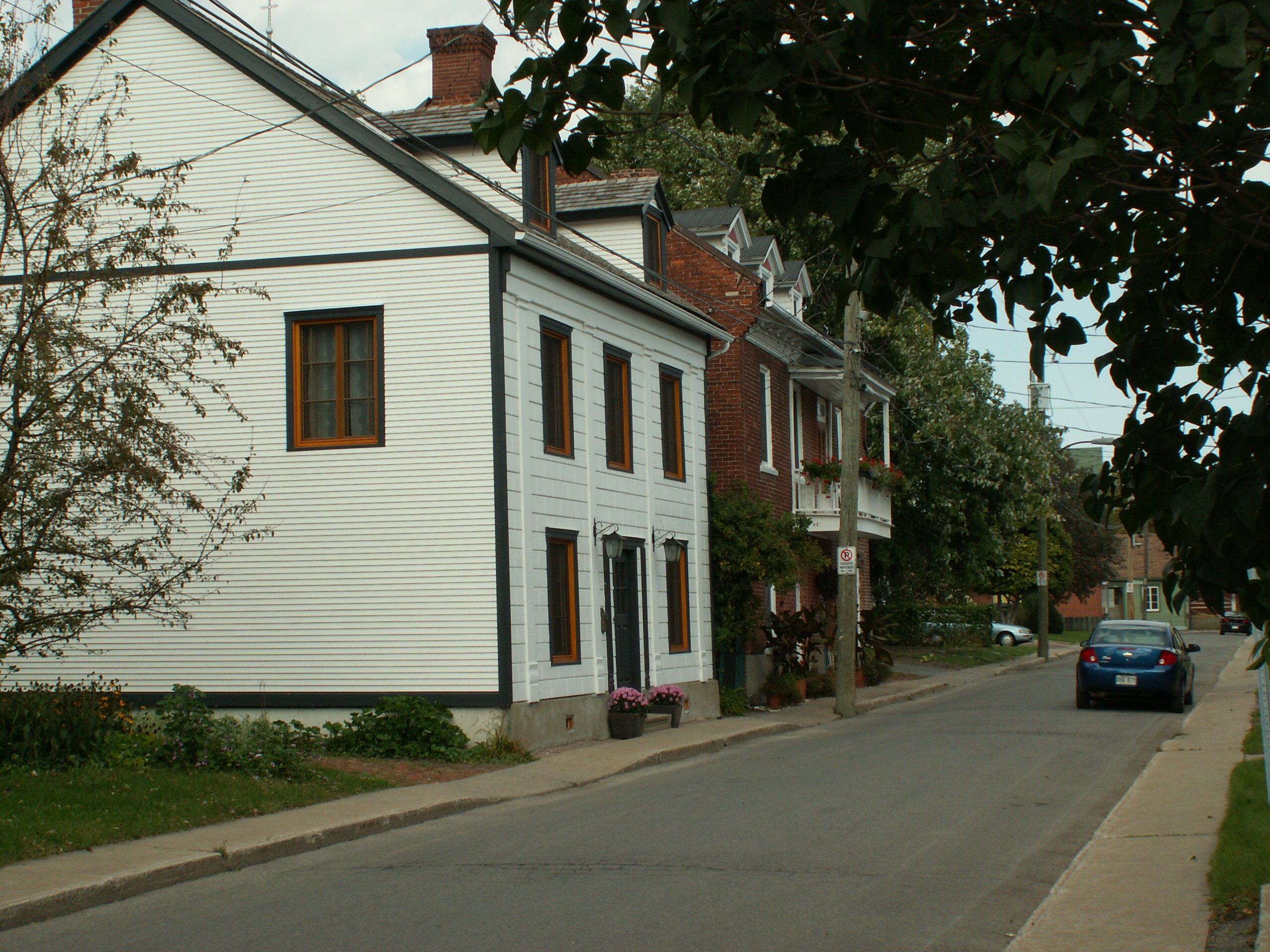

## أعلام
- جان باوتشر
- روبرت نيوتن هال

## وصلات خارجية
- الأطلس الحكومي لكندا
- إحصاءات كندا مع ساعة تعداد السكان نسخة محفوظة 23 مارس 2008 على موقع واي باك مشين.